# Elżbieta Jancewicz
Elżbieta Jancewicz – polska leśnik, doktor habilitowany nauk rolniczych, profesor w Szkole Głównej Gospodarstwa Wiejskiego w Warszawie, specjalistka od ekologii leśnej oraz zoologii leśnej.

## Kariera naukowa
W 1995 roku na Wydziale Leśnym Szkoły Głównej Gospodarstwa Wiejskiego w Warszawie uzyskała tytuł magistra inżyniera. W 2002 roku na tym samym wydziale, uzyskała stopień doktora nauk rolniczych w zakresie leśnictwa na podstawie rozprawy pt. Użytkowanie przestrzeni przez nornika północnego Microtus oeconomus (Pallas 1776) na turzycowisku w Białowieskim Parku Narodowym, której promotorem była Joanna Gliwicz. W 2002 roku została zatrudniona na tejże uczelni, a w 2019 roku uzyskała na jej Wydziale Leśnym stopień doktora habilitowanego nauk rolniczych w dyscyplinie nauk leśnych na podstawie pracy pt. Znaczenie polan śródleśnych dla utrzymania różnorodności gatunkowej małych ssaków w Puszczy Białowieskiej.